# Rustic Furniture

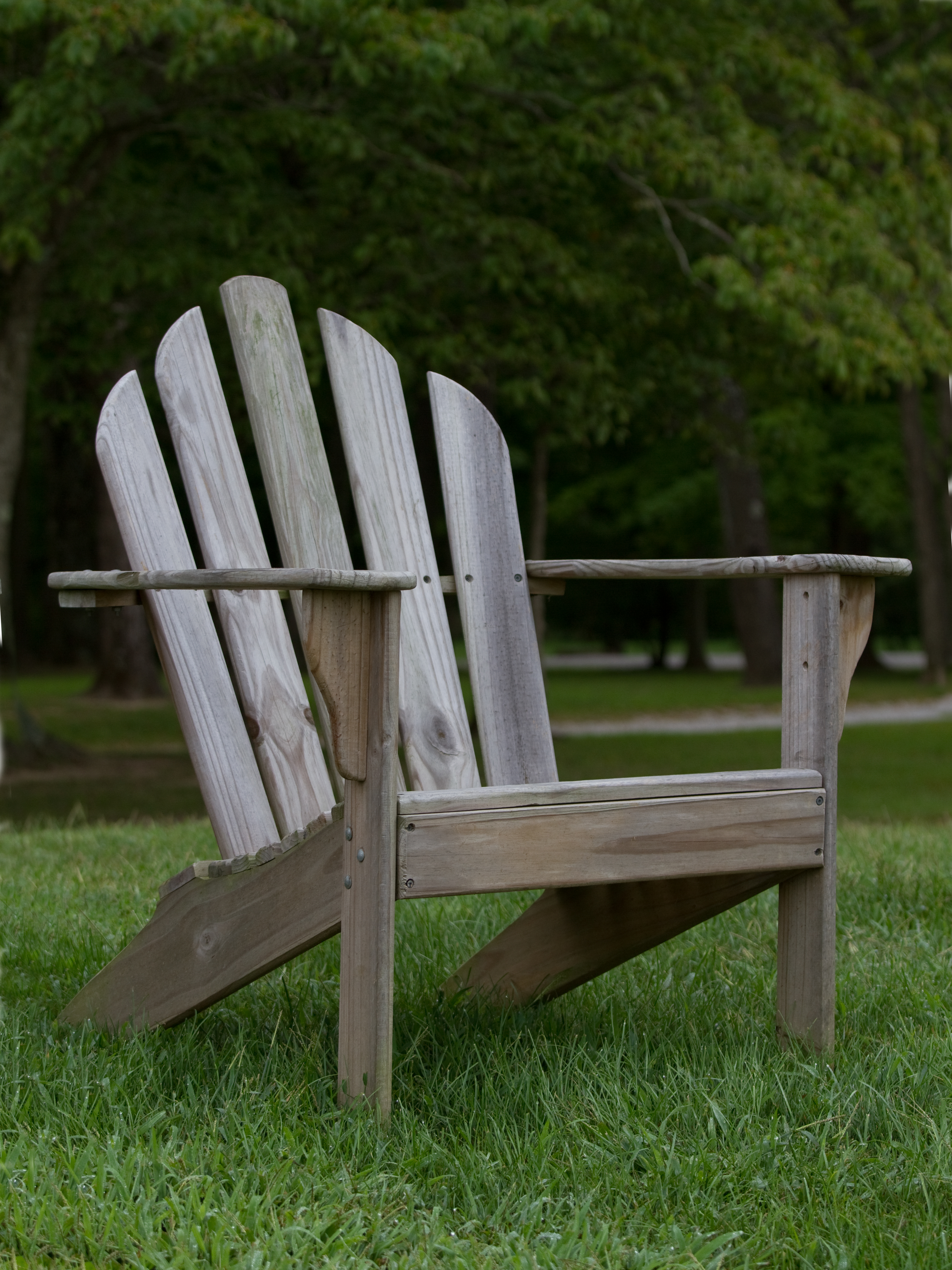
Adirondack-Gartensessel

Rustic Furniture ist die englische Bezeichnung für Mobiliar, das durch die Verwendung von Ästen und naturbelassenen Stämmen ein besonders rustikales Design erhält. Die Bezeichnung "rustic" wurde vom Architekturstil des National Park Service Rustic entlehnt. Viele Firmen, Künstler und Handwerker fertigen Rustic Furniture in vielfältigen Stilrichtungen und mit den unterschiedlichsten regionalen und zeitgenössischen Einflüssen. Im Zuge eines gesteigerten Umweltbewusstseins und der Mode des Upcycling werden "Rustic"-Möbel zunehmend populär.

## Geschichte

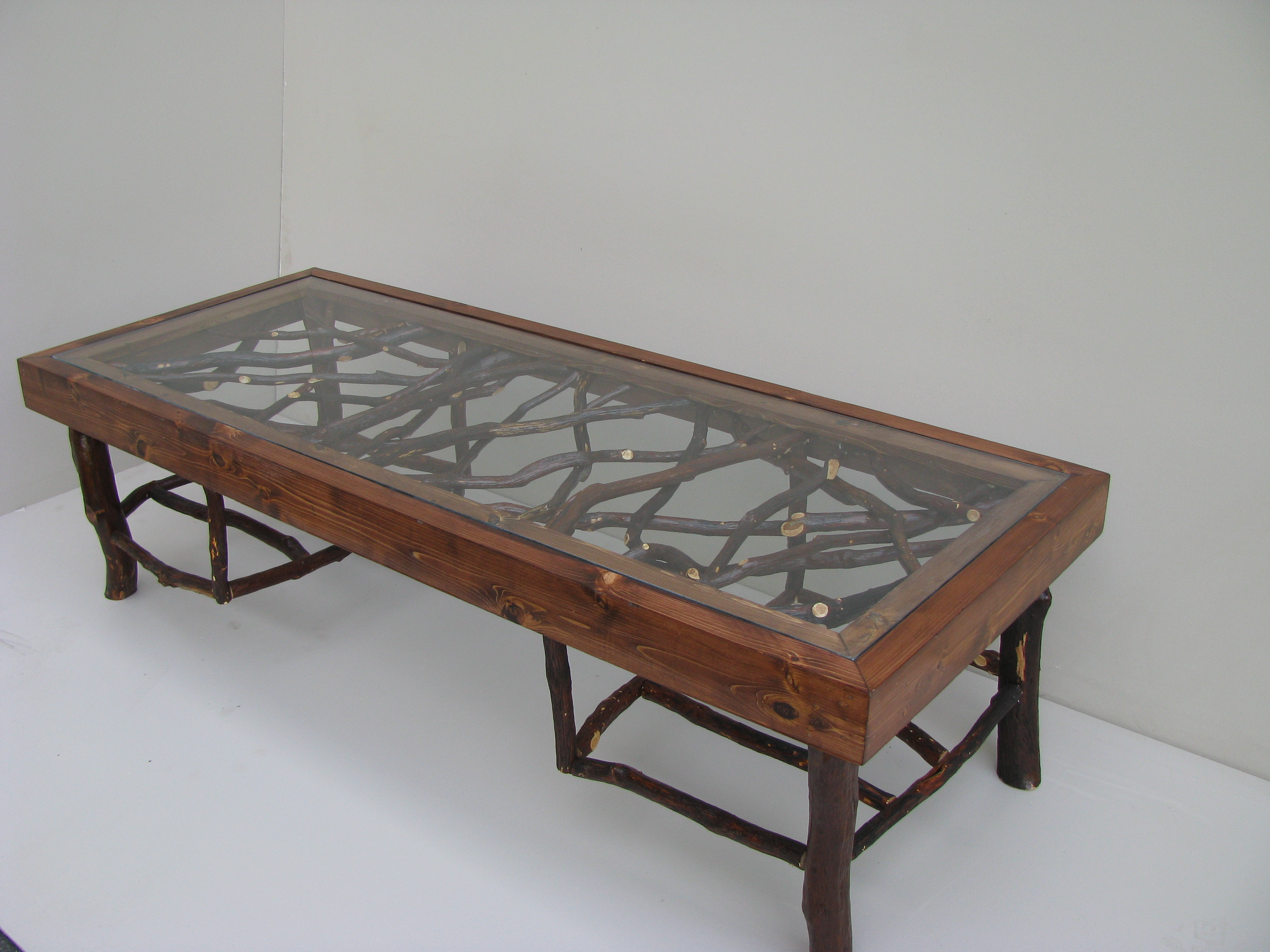
Rustic-Kaffeetisch aus Cedar-Holz und Ästen des Berglorbeers

Die Mode der "Rustic Furniture" entwickelte sich im späten 18. Jahrhundert. Die Möbel wurden hergestellt aus Materialien, die gerade zur Hand waren und oft von armen Leuten hergestellt, um sie als Tauschhandelsobjekte für Nahrungsmittel oder Geld einzutauschen. Der Stil wird mit der Großen Depression und anderen schweren Zeiten in Verbindung gebracht. Er ist jedoch auch das Erkennungsmerkmal der Great Camps, die von wohlhabenden Amerikanern in den Adirondack Mountains des Bundesstaates New York errichtet wurden. Das bekannteste Modell ist der Adirondack-Gartensessel. Die verschiedenen  Ausführungen des "Rustic Style" geben Auskunft über die Persönlichkeit ihrer Hersteller. Techniken wie Kerbschnitt, Silber- oder Gold-Anstriche, milk paint (Milchanstrich), Rindenauflagen und andere finden dabei Verwendung genauso wie alle vor Ort verfügbaren Holzarten. Im Süden der Vereinigten Staaten wurden selbst Palmwedel genutzt. 
Das Adirondack Museum in Blue Mountain Lake, New York hat die bekannteste Ausstellung für Rustic Furniture und im New York State Museum gibt es die Ausstellung: "Rustic Furniture: The Clarence O. Nichols Collection".

## Herstellung

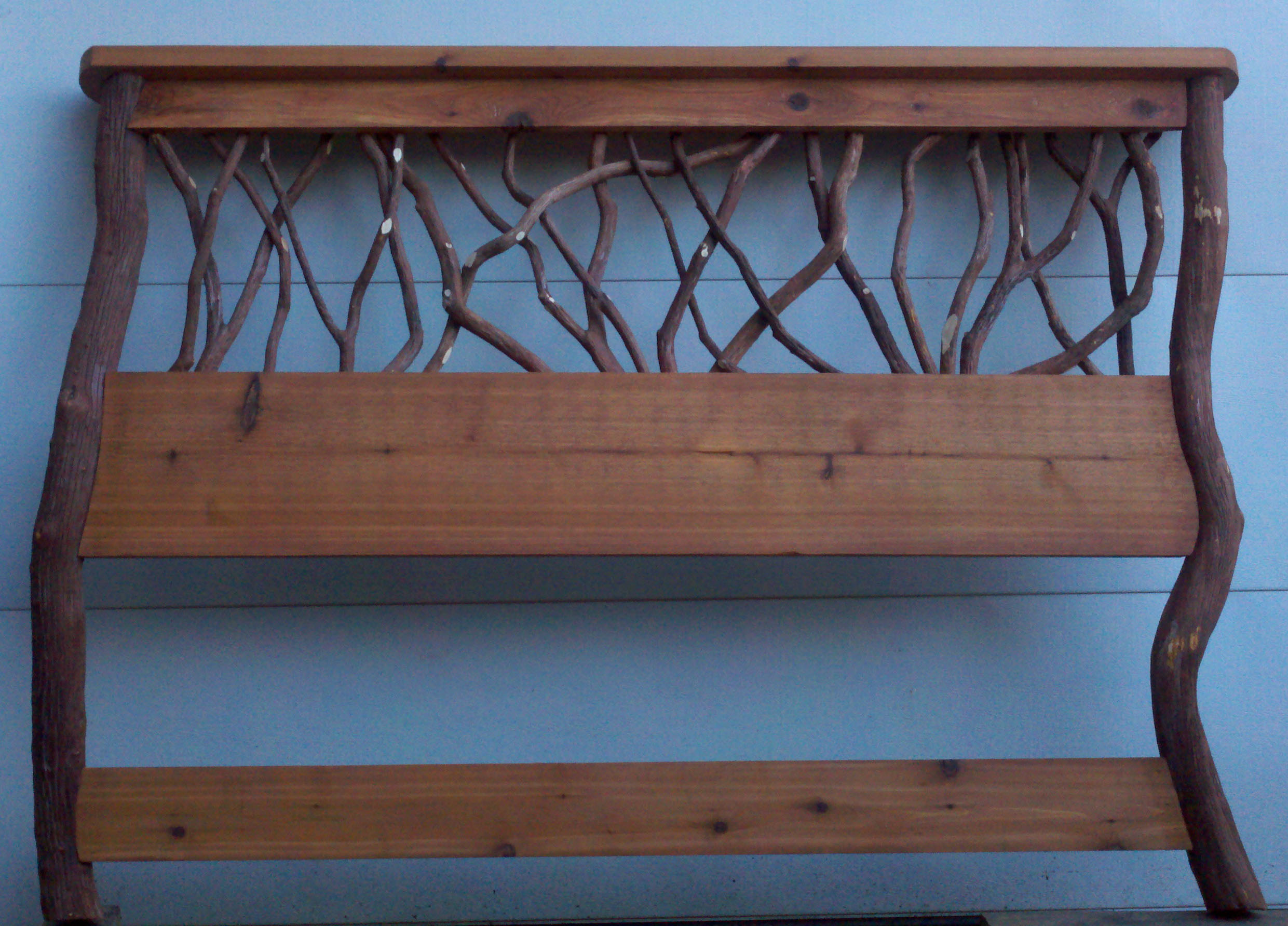
"Rustic"-Kopfende eines Bettes aus Cedar- und Berglorbeer-Hölzern.

Es gibt zwei grundlegende Methoden der Herstellung von Rustic Furniture: Die Verwendung von Bugholz, bei der frische Äste oder gedämpftes Holz in Form gebracht wird, oder Twig Work, wobei Äste in ihrer natürlichen Form zu dekorativen Strukturen verbunden werden. Oft werden beide Techniken gleichzeitig verwendet. Oft werden Zapfenverbindungen benutzt, bei einfacheren Modellen jedoch oft auch einfach Nagel- oder Schraubkonstruktionen. 